# Fairview (Alabama)
Fairview és una població dels Estats Units a l'estat d'Alabama. Segons el cens del 2000 tenia 522 habitants.

## Demografia
Segons el cens del 2000, Fairview tenia 522 habitants, 188 habitatges, i 144 famílies. La densitat de població era de 81,9 habitants/km².
Dels 188 habitatges en un 36,7% hi vivien nens de menys de 18 anys, en un 57,4% hi vivien parelles casades, en un 8% dones solteres, i en un 23,4% no eren unitats familiars. En el 20,7% dels habitatges hi vivien persones soles l'11,7% de les quals corresponia a persones de 65 anys o més que vivien soles. El nombre mitjà de persones vivint en cada habitatge era de 2,78 i el nombre mitjà de persones que vivien en cada família era de 3,06.
Per edats la població es repartia de la següent manera: un 23,4% tenia menys de 18 anys, un 13,8% entre 18 i 24, un 30,5% entre 25 i 44, un 17,6% de 45 a 60 i un 14,8% 65 anys o més.
L'edat mediana era de 33 anys. Per cada 100 dones hi havia 125 homes. Per cada 100 dones de 18 o més anys hi havia 126 homes.
La renda mediana per habitatge era de 31.875 $ i la renda mediana per família de 37.500 $. Els homes tenien una renda mediana de 21.944 $ mentre que les dones 21.042 $. La renda per capita de la població era de 13.817 $. Aproximadament el 13% de les famílies i el 14,8% de la població estaven per davall del llindar de pobresa.

## Poblacions properes
El següent diagrama mostra les poblacions més properes.